# Julin (Ryki)
Julin – część miasta Ryki w województwie lubelskim, w powiecie ryckim, dawniej samodzielna miejscowość. Leży na południu miasta, w okolicy ulic Julin, Słowackiego i Przemysłowej.

## Historia
Dawniej samodzielna miejscowość. Od 1867 w gminie Ryki w powiecie garwolińskim. W okresie międzywojennym miejscowość należała do powiatu garwolińskiego w woj. lubelskim. W 1921 roku liczba mieszkańców wynosiła 152. 1 września 1933 utworzono gromadę Julin w granicach gminy Ryki, składającą się z miejscowości: Julin kol., Julin A kol., Julin B kol., Julin C kol., Julin D kol., Julin E kol., Julin F kol. i Julin G kol.. 1 kwietnia 1939 Julin wraz z całym powiatem garwolińskim przyłączono do woj. warszawskiego.
Podczas II wojny światowej Julin włączono do Generalnego Gubernatorstwa (dystrykt lubelski, powiat puławski), nadal w gminie Ryki. W 1943 roku liczba mieszkańców wynosiła 295.
Po wojnie Julin powrócił do powiatu garwolińskiego w woj. warszawskim jako jedna z 24 gromad gminy Ryki. W związku z reorganizacją administracji wiejskiej jesienią 1954, miejscowość weszła w skład nowej gromady Ryki. 
1 stycznia 1957 gromadę Ryki zniesiono w związku z przekształceniem jej obszaru w miasto Ryki, przez co Julin stał się integralną częścią Ryk.